# Гуру Кен
Гуру́ Кен (англ. Guruken; наст. имя — Вади́м Алекса́ндрович Пономарёв; род. 20 августа 1969, Грозный) — российский музыкальный журналист, критик и искусствовед, колумнист, радиожурналист. Эксперт по вопросам русской рок-музыки, поп-музыки и шоу-бизнеса.
Гуру Кен — член жюри многочисленных конкурсов и фестивалей, основатель и главный редактор крупного информационного ресурса о российском шоу-бизнесе NEWSmuz.com, автор публикаций в различных изданиях, преимущественно интернет-СМИ, на темы современной музыки и российского шоу-бизнеса.

## Публикации
В разные годы Вадим Пономарёв сотрудничал с газетами «Взгляд», «Известия» и «Новые Известия», журналами «Огонёк», Billboard Russia и «Компания», порталом Mail.ru (раздел Шоубиз), проектом «Частный Корреспондент» и радиостанцией «Наше Радио».
В настоящее время работает с журналом «Музыкальная жизнь», пишет колонки на авторском сайте guruken.ru и активно публикуется на NEWSmuz.com.
В 2013 году вел программу «Гуру Кен Шоу» по пятницам c 23:00 (мск) на «Радио „Комсомольская правда“» (97.2 fm Москва). С февраля 2014 года ведёт программу о музыкальных новинках недели по вторникам с 20.00 (мск) на «Радио Маяк».

### Идеология
Как неоднократно заявлял Гуру Кен в своем сетевом дневнике, главной ценностью для музыкального журналиста он считает объективность, опору на фактические данные по результатам продаж, социологические опросы популярности исполнителей и значимость артистов для российского музыкального рынка.
Гуру Кен считает русскую музыку самодостаточным глубоко самобытным явлением, чью самобытность надо оберегать. Наиболее ярко взгляды Гуру Кена проявились в дискуссиях на тему введенного им в обиход термина «Пятая колонна» в применении к российской музыкальной журналистике.

### Конкурсы и форумы
- С 2005 по настоящее время — Премия Муз-ТВ (эксперт).
- 2006 — Международный музыкальный конкурс «The Global Battle of the Bands» Россия (член жюри).
- 2007 — Всероссийский музыкальный конкурс «Будущее» (член жюри).
- 2008 — Всероссийский музыкальный рок-конкурс «На Взлёт» (член жюри).
- 2009 — Конкурс молодых исполнителей в сети Интернет «Империя музыки» (член жюри).
- 2009—2011 — Премия «Чартова дюжина. Топ-13» (эксперт)[6].
- 2011—2014 — Национальный музыкальный чарт «Красная звезда» (эксперт)[1].
- 2011—2016 — Телепрограмма Первого канала «ДОстояние РЕспублики» (эксперт).
- 2012 — Музыкальная Премия ЖЖ 2012 (эксперт)[7].
- 2012—2014 — Международный инновационный форум rASiA.com (спикер)[8].
- 2014 — Жюри отборочного конкурса молодых исполнителей России для фестиваля Sziget (член жюри)[9].

### Награды
- 2008 — «Золотой Диск» IFPI, победитель X журналистского конкурса «СМИ за цивилизованный музыкальный рынок» (за статью «Главное. Крутятся диски» в журнале «Компания»).

### Академическая музыка
С 2012 года Гуру Кен начинает активно писать о классической и академической музыке. Им создан неофициальный сайт Юрия Башмета bashmet.newsmusic.ru.